# Ane Høgseth
Ane Cecilie Høgseth (født 15. januar 2001 i Oslo, Norge) er en kvindelig norsk håndboldspiller som spiller for den norske ligaklub Storhamar HE og Norge kvindehåndboldlandshold.
Hun var med til at vinde sølv, ved U/17-EM i håndbold 2017 i Slovakiet og fik året efter, igen sølv ved Ungdom-VM 2018 i Ungarn.
Hun blev kåret til turneringens bedste stregspiller, ved U/19-EM 2019 i Ungarn, hvor det norske hold nummer seks ved slutrunden.
Høgseth fik sin officielle debut på det norske A-landshold, den 21. april 2022 mod Nordmakedonien. Hun blev også udtaget til EM i kvindehåndbold 2022, der blev hendes første A-slutrunde.

## Meritter
- Ungdom-VM i håndbold
  - Sølv: 2018
- U/17-EM i håndbold
  - Sølv: 2017

## Udmærkelser
- Bedste stregspiller ved U/19-EM i 2019